# Зюзино (Московска област)
Зюзино (на руски: Зюзино) е село в Раменски район, Московска област, Русия. Населението му през 2010 година е 1036 души.

## География
Зюзино е разположено в северната част на Раменски район. Намира се на 10 километра северозападно от Раменское. Надморската му височина е 135 метра.

### Климат
Климатът в Зюзино е умереноконтинентален (Dfb по Кьопен) с горещо и сравнително влажно лято и дълга студена зима.